# Erberto Carboni

Logo für den italienischen Fernsehsender RAI. Bis 1954 in Verwendung.

Erberto Carboni (* 22. November 1899 in Parma; † 5. November 1984 in Mailand) war ein italienischer Gebrauchsgrafiker, Architekt, Illustrator, Bühnenbildner und Maler.

## Leben und Werk
Erberto Carboni studierte Architektur an der Accademia di Belle Arti in Parma und legte 1921 sein Diplom ab. Es entstanden Architekturentwürfe, Innenausstattungen und grafische Arbeiten. Seine Plakate waren von De Stijl, Rodschenko und Lissitzky beeinflusst. 1933 zog er nach Mailand und arbeitete als Gebrauchsgrafiker unter anderem für das Studio Boggeri (mit Bruno Munari und Imre Reiner) und die Werbeabteilung von Olivetti. Für italienische Unternehmen wie die RAI, Agip, Pirelli, Motta, Barilla, Campari, Bertolli und Montecatini entwarf er Ausstellungen, Werbekampagnen und Logos. Als Bühnenbildner war er für das Teatro alla Scala in Mailand tätig.
In seinen gebrauchsgrafischen Arbeiten kombinierte Erberto Carboni fotografische und typografische Elemente zu neuen Bildwelten. Seit den 1970er Jahren wandte er sich der geometrisch-konstruktiven Malerei zu in der Tradition von Malern wie Friedrich Vordemberge-Gildewart und Theo van Doesburg.
1950 erhielt Erberto Carboni den Nationalpreis für Werbegraphik, 1953 den Nationalpreis für Ausstellungsgestaltung und -architektur und 1957 den Grand Prix der Triennale Mailand.

## Veröffentlichungen (Auswahl)
- Werbung für den Rundfunk und das Fernsehen. Einleitung von Gio Ponti. Verlag Andreas Zellner, Würzburg/Wien 1959.
- 25 beispielhafte Werbefeldzüge. Einleitung von Gillo Dorfles. Verlag Andreas Zellner, Würzburg/Wien 1961.
- Venticinque Campagne Pubblicitarie. Verlag Silvana Editoriale, Mailand 1961.
- Griechenland im Traum. Vorwort von Jean Cocteau. Verlag Andreas Zellner, Würzburg/Wien 1962.